# 出水市立出水小学校
出水市立出水小学校（いずみしりつ いずみしょうがっこう）は、鹿児島県出水市麓町にある市立小学校。
国の重要伝統的建造物群保存地区に選定されている出水武家屋敷群内にあり、校門は御假屋門（おかりやもん）と呼ばれる武家門で市の文化財となっている。

## 沿革
- 1872年（明治5年） - 出水小学校として創立。
- 1886年（明治19年） - 出水高等尋常小学校と改称。
- 1919年（大正8年） - 出水町立出水尋常高等小学校と改称。
- 1941年（昭和16年） - 出水国民学校と改称。
- 1947年（昭和22年） - 出水学校と改称。
- 2012年（平成24年） - 創立140周年記念式典

## アクセス
- 九州旅客鉄道（JR九州・駅詳細）
肥薩おれんじ鉄道（駅詳細）出水駅下車、車5分

## 著名な出身者
村下孝蔵 （シンガーソングライター）- 在籍したのは熊本に戻るまでの1年間のみ